# Spurilla braziliana
El Eólido de Brazil (Spurilla braziliana), es un gasterópodo de la familia Spurillidae. También se le conoce como eólido de Brasil. Habita en zonas arrecifales.

## Clasificación y descripción
Su color es muy variado. De manera general el cuerpo es de color blanco a anaranjado. Las ceratas pueden ser de diferentes colores, ya que su coloración depende del contenido de los ductos de la glándula digestiva, los cuales están invaginados en los ceratas. Estos pueden ser de color gris, marrón o incluso rojizo. Las puntas de los ceratas suelen estar ligeramente curvos. La región pericárdica se observa en la parte posterior de la cabeza. En la cabeza se le puede observar una serie de líneas del mismo color que los ceratos.
La especie Spurilla braziliana había sido considera por mucho tiempo como un sinónimo de la especie Spurilla neapolitana. Sin embargo, recientes estudios usando técnicas moleculares han demostrado que la especie Spurilla braziliana tiene una distribución en la costa del Pacífico Oriental y del Atlántico occidental, mientras que Spurilla neapolitana está restringida a Europa.

## Distribución
Esta especie se distribuye en la costa del Pacífico Oriental y del Atlántico occidental, desde Florida a Brasil.

## Ambiente
La especie Spurilla braziliana vive asociado a zonas arrecifales.

## Estado de conservación
Hasta el momento en México no se encuentra en ninguna categoría de protección, ni en la Lista Roja de la IUCN (International Union for Conservation of Nature) ni en CITES (Convención sobre el Comercio Internacional de Especies Amenazadas de Fauna y Flora Silvestres).